# Marc Andre Schmerböck
Marc Andre Schmerböck (Feldbach, 1º aprile 1994) è un calciatore austriaco, centrocampista dell'Austria Klagenfurt.

## Carriera

### Club
Ha giocato nella prima divisione austriaca ed in quella indiana.

### Nazionale
Ha giocato nelle nazionali giovanili austriache Under-19 ed Under-21.

## Palmarès

### Club

#### Competizioni nazionali
- Coppa d'Austria: 1

Sturm Graz: 2017-2018